# Willard Ringstrand
Rudolf Willard Olof Ringstrand, född 13 oktober 1908 i Stockholm, död 2 november 1973 i Farsta, svensk kompositör, musikarrangör, orkesterledare och pianist som även spelade hammondorgel och biograforgel. Hans första hustru Elvira, född Andersson avled september 1961. Omgift 1963 med Anna-Lisa, född 1922 i Stockholm, avliden september 2018.
På det senare instrumentet kunde han under 1930- och 1940-talet höras i återkommande radioutsändningar från biografen Skandia i Stockholm, där en av landets två biograforglar var installerad, den andra på biografen Cosmorama i Göteborg.
Ringstrand engagerades som ackompanjatör åt Ernst Rolf och Karl Gerhard. Han var verksam som pianist i Kvartetten Synkopen innan han bildade sin egen orkester. Han anställdes på Radiotjänst 1947 som programredaktör för musikavdelningen.
Willard Ringstrand är begravd på Skogskyrkogården i Stockholm.

## Filmmusik[7]
- 1947 – Bröllopsnatten
- 1944 – Stopp! Tänk på något annat
- 1941 – Tänk, om jag gifter mig med prästen
- 1933 – Kanske en diktare